# Fédération du Minas Gerais de football
La Fédération du Minas Gerais de football (Federação Mineira de Futebol en portugais) est une association sportive brésilienne regroupant les clubs de football du Minas Gerais et organisant les compétitions au niveau régional, comme le championnat du Minas Gerais de football. Elle représente également les clubs du Minas Gerais au sein de la Fédération du Brésil de football.